# Kishorganj
Kishorganj est une ville du Bangladesh de plus de 80 000 habitants. Elle est la capitale du district de Kishoreganj dans la division administrative de Dhaka.
Le père de Satyajit Ray, Sukumar Ray, y est né.

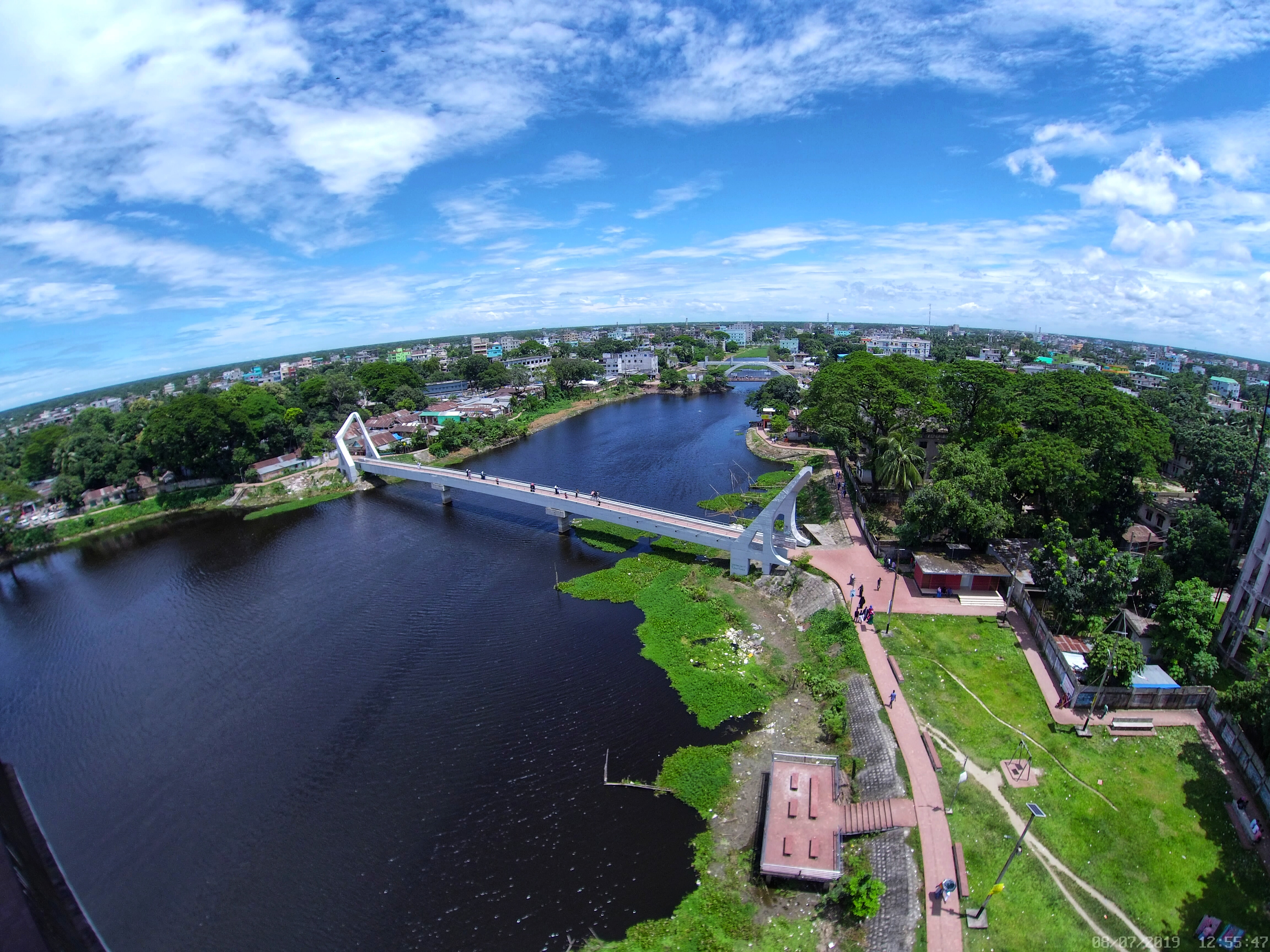
Une vue de Kishoreganj et de la rivière Narsunda depuis une tour de guet